# South Point (Deception Island)
Der South Point (in Chile Punta Sur) ist, wie der Name übersetzt besagt, die Südspitze von Deception Island im Archipel der Südlichen Shetlandinseln. Sie liegt 2,8 km südwestlich des Entrance Point. Ihr 1,1 km östlich vorgelagert liegt Låvebrua Island.
Der britische Seefahrer Henry Foster kartierte sie bei seiner von 1828 bis 1831 dauernden Antarktisfahrt mit der HMS Chanticleer. Die hydrographische Abteilung der britischen Admiralität benannte sie im Zuge von Vermessungen, die zwischen 1948 und 1949 unter der Leitung von Lieutenant Commander David Neil Penfold (1913–1991) durchgeführt wurden.